# Marvin Ríos
Dick Marvin Ríos Bernales (Lima, 29 de agosto de 1987) es un futbolista peruano. Juega de mediocampista y su equipo actual es Ayacucho FC de la Liga 1. Tiene 37 años y es hijo adoptivo de la ciudad de Ayacucho.

## Trayectoria
Fue formado en las canteras del Sporting Cristal. Hizo su debut en la Primera División Peruana el año 2005, cuando José 'Chemo' Del Solar dirigía al equipo bajopontino. Luego de 2 años en Comerciantes Unidos incluso donde clasificó a la Copa Conmebol Sudamericana 2017, fichó por el Sport Victoria de Ica. Con el conjunto iqueño jugó en 12 ocasiones, anotando 2 goles.

## Clubes
| Club                       | País | Año         |
| -------------------------- | ---- | ----------- |
| Sporting Cristal           | Perú | 2005        |
| Universidad César Vallejo  | Perú | 2006        |
| Juventud Gloria            | Perú | 2007        |
| Froebel Deportes           | Perú | 2007        |
| Sport Huamanga             | Perú | 2008        |
| Municipal de Huamanga      | Perú | 2009        |
| Inti Gas                   | Perú | 2010        |
| Alianza Atlético           | Perú | 2011        |
| Inti Gas                   | Perú | 2012        |
| Juan Aurich de Chongoyape  | Perú | 2013        |
| Universidad Señor de Sipán | Perú | 2013        |
| Alianza Huánuco            | Perú | 2014        |
| Comerciantes Unidos        | Perú | 2015 - 2016 |
| Sport Victoria             | Perú | 2017        |
| Juan Aurich                | Perú | 2018        |
| Atlético Grau              | Perú | 2019        |
| Pirata                     | Perú | 2020        |
| Sport Chavelines           | Perú | 2021        |
| Deportivo Coopsol          | Perú | 2022        |
| Ayacucho FC                | Perú | 2023 -      |

## Palmarés

### Campeonatos nacionales
| Título                    | Club                | País | Año  |
| ------------------------- | ------------------- | ---- | ---- |
| Primera División del Perú | Sporting Cristal    | Perú | 2005 |
| Segunda División del Perú | Comerciantes Unidos | Perú | 2015 |
| Copa Bicentenario         | Atlético Grau       | Perú | 2019 |

### Distinciones individuales
| Distinción                                                     | Año  |
| -------------------------------------------------------------- | ---- |
| Mejor once de la Liga 2 según la SAFAP                         | 2020 |
| Preseleccionado como mejor jugador de la Liga 2 según la SAFAP | 2020 |